# Wit-Russische ijshockeyploeg (mannen)
De Wit-Russische ijshockeyploeg is een team van ijshockeyers dat Wit-Rusland vertegenwoordigt bij internationale wedstrijden en staat regelmatig in de top-10 van de IIHF-wereldranglijst.
De beste prestatie op de Olympische Spelen is een 4e plaats in 2002 en op het wereldkampioenschap ijshockey een 6e plaats in 2006. 

## Deelname aan de Olympische Spelen
- 7e plaats in 1998
- 4e plaats in 2002
- 9e plaats in 2010

## Deelname aan het wereldkampioenschap
- 2e plaats C-landen in 1994
- 1e plaats C-landen in 1995
- 3e plaats B-landen in 1996
- 1e plaats B-landen in 1997
- 8e plaats in 1998
- 9e plaats in 1999
- 9e plaats in 2000
- 14e plaats in 2001
- 1e plaats divisie I
- 14e plaats in 2003
- 1e plaats divisie I in 2004
- 10e plaats in 2005
- 6e plaats in 2006
- 11e plaats in 2007
- 9e plaats in 2008
- 8e plaats in 2009
- 10e plaats in 2010
- 14e plaats in 2011
- 14e plaats in 2012
- 14e plaats in 2013
- 7e plaats in 2014
- 7e plaats in 2015